# Platonia insignis

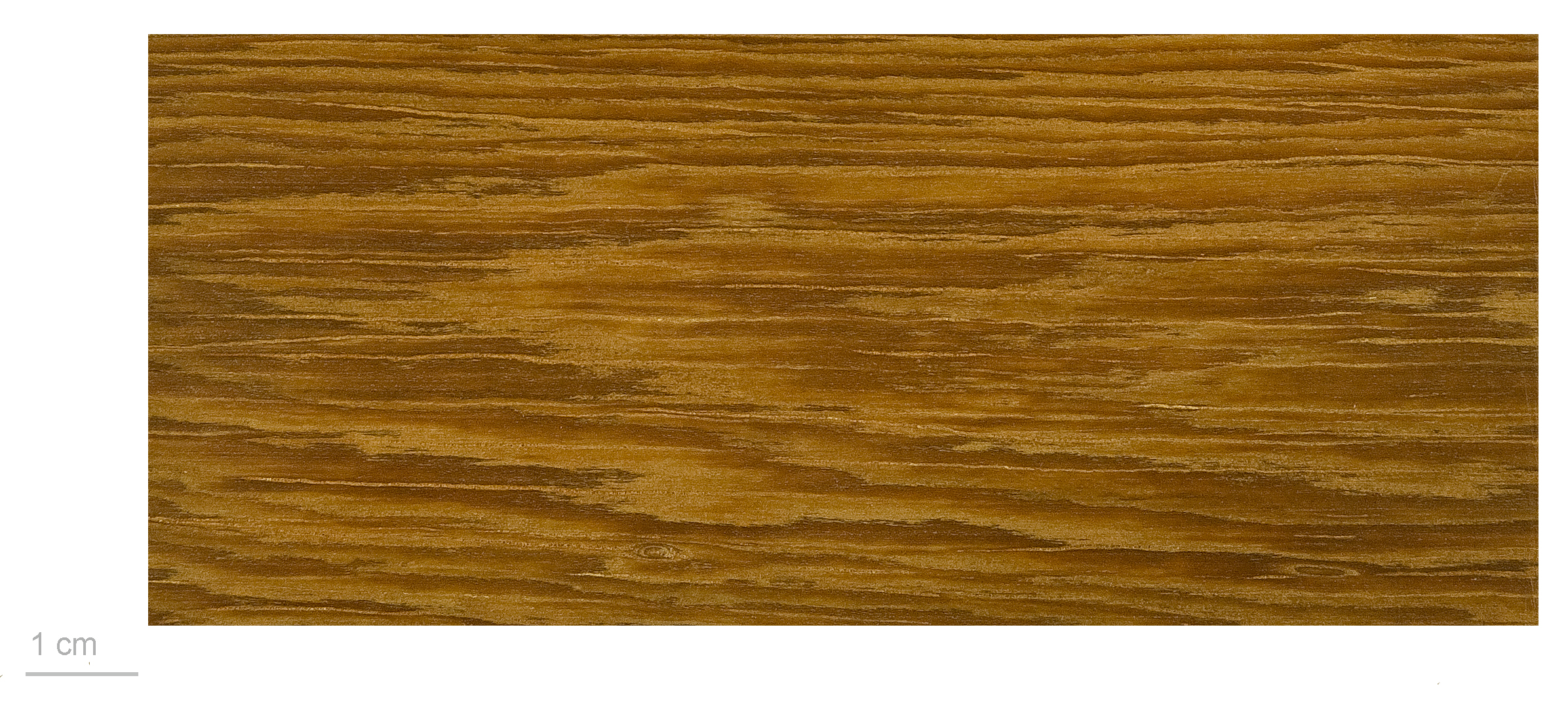
Platonia insignis

Platonia insignis es la única especie del género monotípico Platonia, que a su vez, es el único género de la tribu 	Platonieae de la subfamilia Clusioideae.

## Distribución y hábitat
Es un árbol de la familia de las clusiáceas; nativa de Sudamérica en las selvas húmedas de Brasil, Argentina, Paraguay, partes de Colombia y norte de Guyana; especialmente en la selva Amazónica.
En Brasil  y  Colombia, el nombre común más utilizado es bacuri, palabra de origen de las Lenguas tupí-guaraní que significa “lo que cae tan pronto como
madura”

## Descripción
Es un árbol caduco, alcanzando 25-40 m de altura. Tiene corona piramidal, copioso látex amarillo en la corteza. Hojas opuestas, simples, oblongas a elípticas, de 8-15 cm de largo, verdosas oscuras, márgenes cerosos, textura correosa.

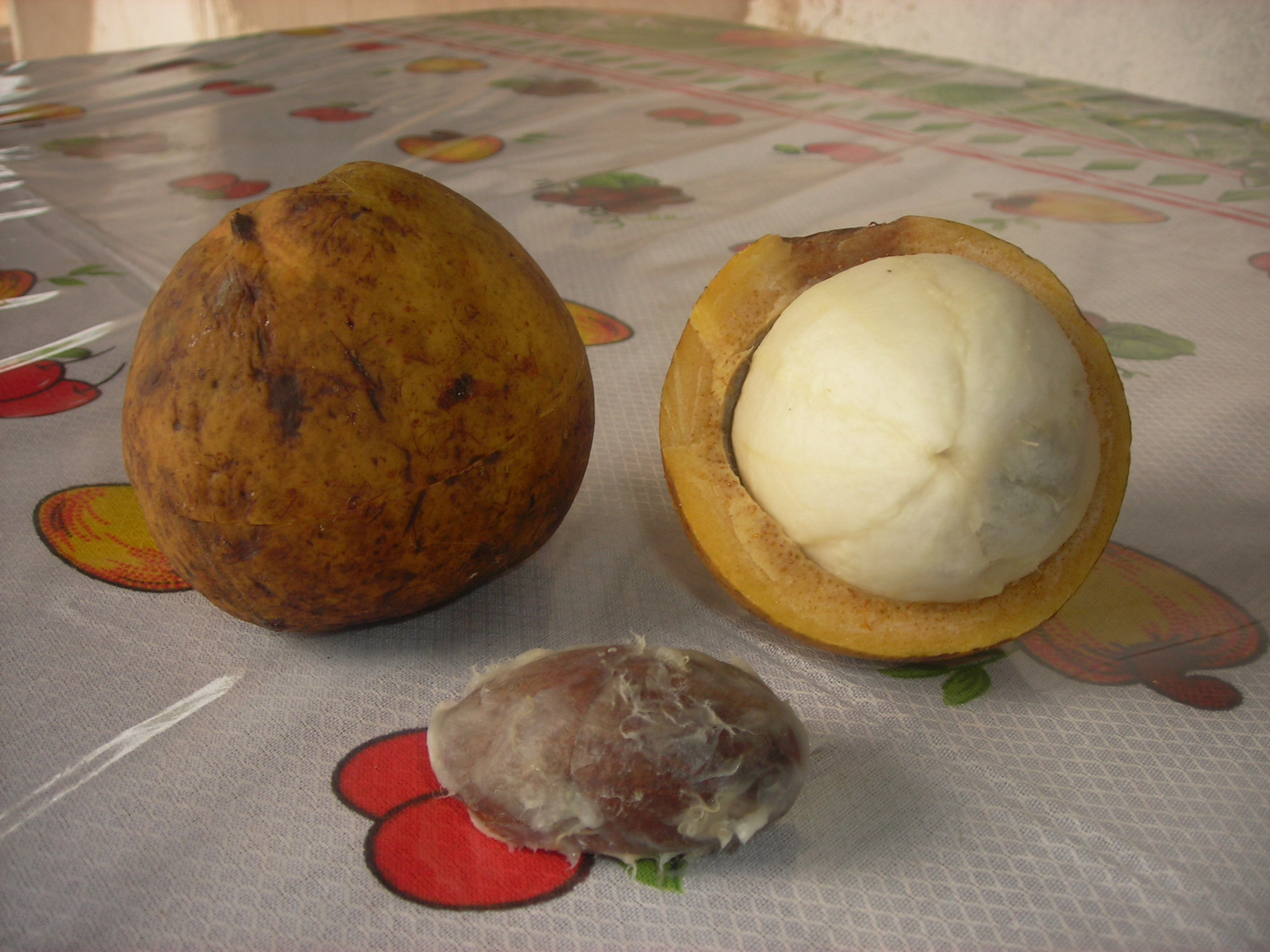
Bacuri

Flores de 5-7 cm de largo, rosadas, 5-pétalos, numerosos estambres. Fruto redondeado a oval, de 7-14 cm de largo, piel gruesa, amarilla, similar a la papaya; su pulpa blanca pegajosa, envuelve las semillas parecido al Punica granatum granado, fragante, sabor dulce y ácido. 
El loro Pionites leucogaster ha sido reportado polinizándolo, siendo por ende una especie ornitófila.

### Cultivo y usos
Se planta por su fruta, que contiene notables cantidades de fósforo, hierro, vitamina C, y es frecuentemente parte de varios condimentos y bebidas. Sus semillas, pardas y oleosas, se usan como remedio casero para tratar condiciones cutáneas. Su madera amarillenta se usa en mueblería.

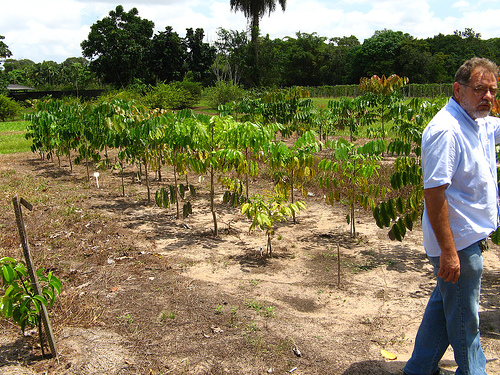
Campo de cultivo

## Nombres comunes
Bacuri, bacurí, bacury, bakuri, pacuri, pakuri, pakouri, packoeri, pakoeri, maniballi, naranjillo, bacurizeiro.
Hay un grado de confusión nomenclatural, causada por Moronobea esculenta. Si hubiera sido publicada válidamente, el nombre correcto sería Platonia esculenta. Pero recientemente se aclaró: se decide que Moronobea esculenta no es el nombre formal (ya que no fue "válidamente publicado"). Entonces el nombre permanece como Platonia insignis.

## Taxonomía
Platonia insignis fue descrita por Carl Friedrich Philipp von Martius y publicado formalmente en Nov. Gen. Sp. Pl. Bras. 3: 169 1832.

## Aceite y mantequilla dePlatonia

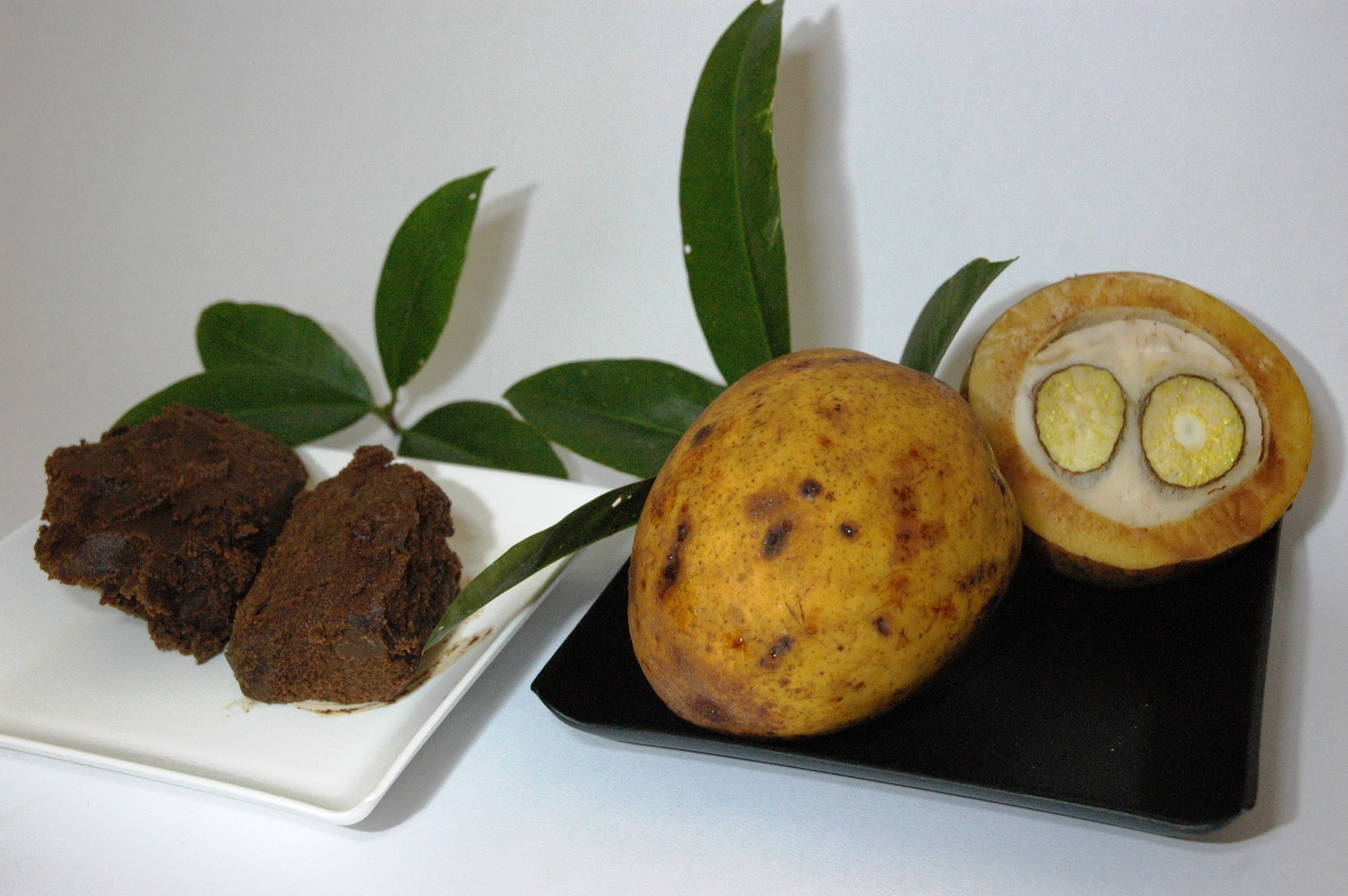
Fruta de bacuri y la mantequilla obtenida de las semillas

Composición de grasa de aceite bacuri corresponde a una alta absorción de aceite, debido a su alto nivel de tripalmitina (50 a 55%), que actúa como un conducto que penetra en la piel rápidamente. El alto valor de ácido graso palmitoleico (5%) en comparación con los otros aceites que comprenden no más de 0,5 a 1,5%, el aceite bacuri califica como un emoliente fantástico también puede ser utilizado como humectante.
El ingrediente bioactivo tripalmitina se utiliza en comprimidos masticables que tienen una hidrólisis lenta, esto mitiga los efectos secundarios de los medicamentos y la dosis pesaron cantidades en el cuerpo siempre está absorbiendo sus acciones farmacológicas, de acuerdo con la farmacocinética. La fuente de corriente de tripalmitina en el mundo es una planta comúnmente llamado cera Japanisi (Rhus sucedáneos) quien es originario de Japón.
| Los datos físico-químicos |          |       |
| ------------------------- | -------- | ----- |
| Yodo Índice               | gl2/100g | 57    |
| Índice de saponificación  | mgKOH    | 211   |
| Acidez                    | mgKOH/g  | 10,71 |
| Índice de peróxido        | meq/Kg   | 5     |
| Punto de fusión           | °C       | 35    |